# Qeshlāq Amīr Khānlū-ye Pol-e Raḩmān
Qeshlāq Amīr Khānlū-ye Pol-e Raḩmān (persiska: قِشلاق اَمير خانلوی پُلِ رَحمان) är en ort i Iran.   Den ligger i provinsen Ardabil, i den nordvästra delen av landet, 500 km nordväst om huvudstaden Teheran. Qeshlāq Amīr Khānlū-ye Pol-e Raḩmān ligger 164 meter över havet och antalet invånare är 123.
Terrängen runt Qeshlāq Amīr Khānlū-ye Pol-e Raḩmān är lite kuperad. Runt Qeshlāq Amīr Khānlū-ye Pol-e Raḩmān är det ganska glesbefolkat, med 35 invånare per kvadratkilometer. Närmaste större samhälle är Pārsābād, 16,7 km norr om Qeshlāq Amīr Khānlū-ye Pol-e Raḩmān. Trakten runt Qeshlāq Amīr Khānlū-ye Pol-e Raḩmān består till största delen av jordbruksmark.